# Rhynie Chert

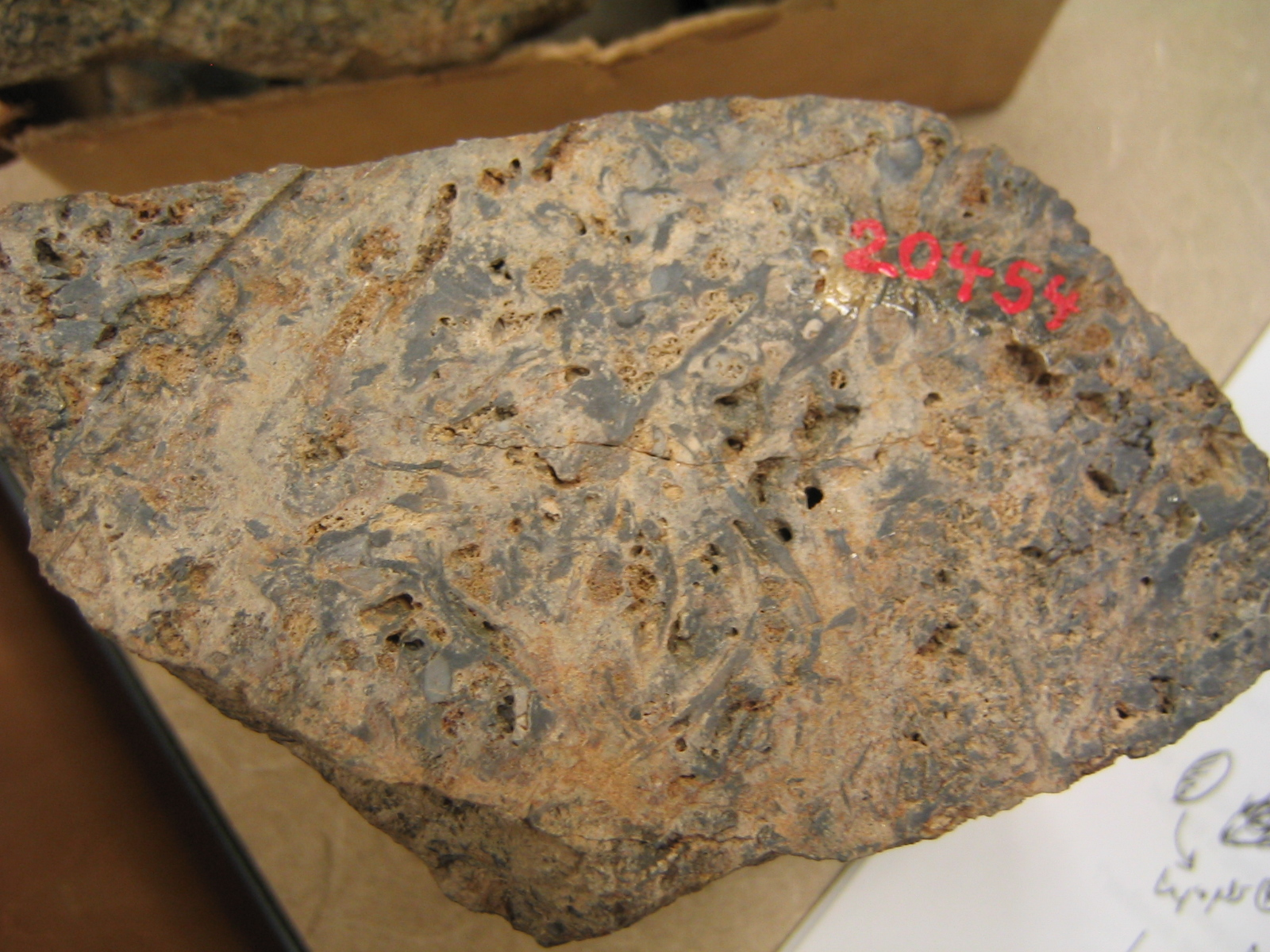
Stuk gesteente uit de Rhynie Chert

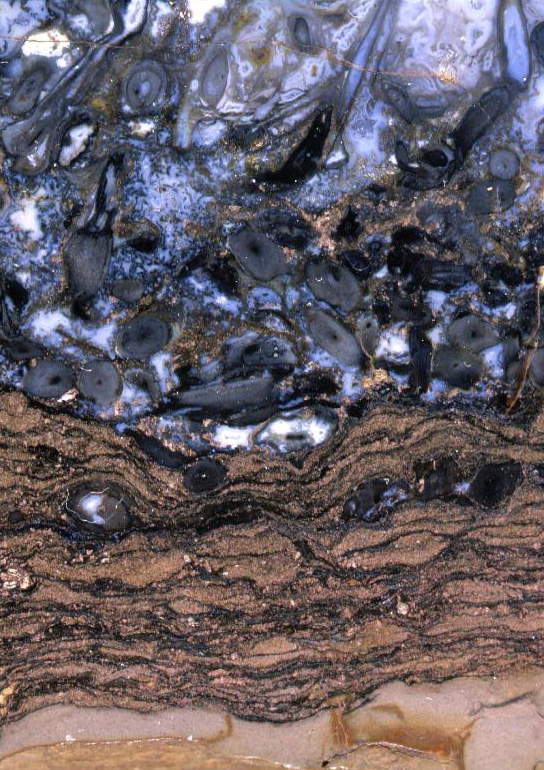
Gepolijst stuk gesteente uit de Rhynie Chert

De Rhynie Chert (genoemd naar het dorpje Rhynie; Engels chert = hoornsteen) is een gesteentelaag die dagzoomt in het Schotse Aberdeenshire. De Rhynie Chert is een lid van de Dryden Flags Formation, een formatie gevormd tijdens het tijdperk Emsien (407 tot 397 miljoen jaar geleden, in het Vroeg-Devoon). De Rhynie Chert is een belangrijke vindplaats van fossielen van vooral landplanten. Fossielen uit de Rhynie Chert hebben sterk bijgedragen in de kennis over de vroege evolutie van planten.

## Geologie
Tijdens de vorming van de Rhynie Chert was Schotland onderdeel van het paleocontinent Euramerika, dat gevormd was tijdens de Caledonische orogenese. In het Devoon was deze gebergtevorming ten einde en begon er korstextensie op te treden.

### Vorming
De Rhynie Chert werd gevormd in het Rhynie Basin, een langgerekte intramontane halfgraben waar vulkanisme actief was. Het bekken werd opgevuld door fluviatiele en lacustriene sedimenten: cross-bedded zand in de rivierbeddingen en klei in de spoelvlaktes en meren. Door magmatische activiteit in de aardkorst onder de halfgraben ontstond stroming van hete hydrothermale vloeistoffen. Dankzij deze stroming trad in de zanden en kleien verkiezeling op, waardoor het gesteente omgevormd werd tot hoornsteen.
Of de in de zanden en kleien aanwezige fossielen bewaard bleven, hing af van twee factoren: de graad van verkiezeling en de staat van het fossiel ten tijde van de fossilisatie.

### Ouderdom
Door middel van biostratigrafie en palynologie plaatste men de Rhynie Chert vroeger in het Pragien. Radiometrische datering met de argon-argonmethode leverde een ouderdom van 396 ± 8 Ma. Recente correlaties geven het Pragien echter een ouderdom van 411 tot 407 Ma, ouder dan de Rhynie Chert. Daarom wordt de Rhynie Chert tegenwoordig in het Emsien (407-397 Ma) en/of zelfs Eifelien (397-392 Ma) geplaatst.

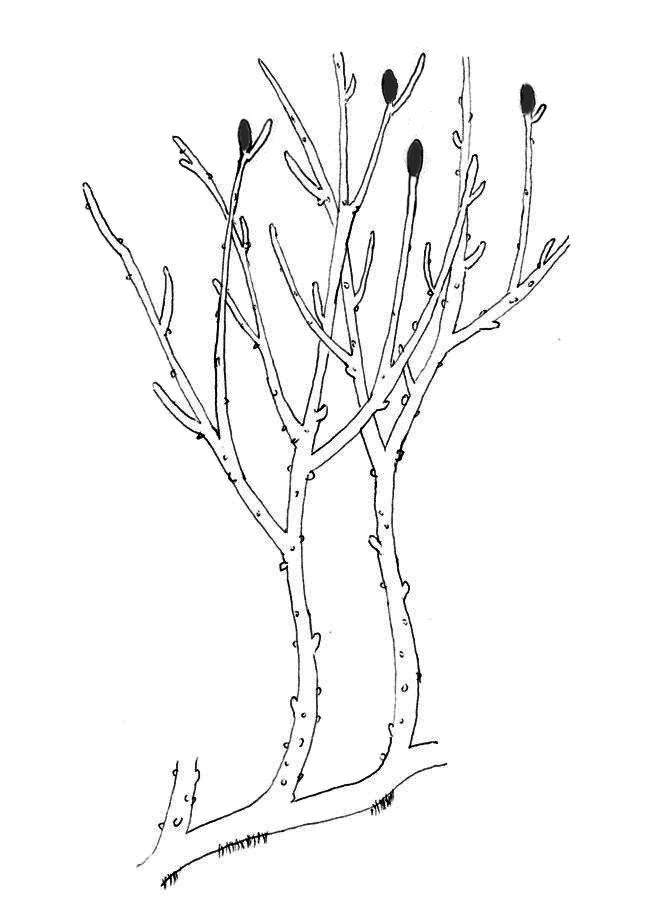
Reconstructie van de primitieve vaatplant Rhynia gwynne-vaughanii.

## Fossielen
De Rhynie Chert is vooral bekend om de fossielen van primitieve landplanten. Sommige fossielen zijn zo goed bewaard gebleven, dat de celstructuur onderzocht kan worden. Behalve vaatplanten zijn er ook fossielen van algen, schimmels en de oudst bekende korstmossen gevonden. Zeven van de in de Rhynie Chert gevonden soorten waren echte landplanten met cuticula, sporangia, huidmondjes, intercellaire ruimtes en stengels opgebouwd uit lignine.
Aglaophyton was nog geen echte vaatplant omdat deze soort nog geen tracheïden had. Nothia aphylla had ook nog geen tracheïden en groeide op zandige bodem. Asteroxylon mackiei wordt gezien als een vroege vertegenwoordiger van de Lycopodiopsida. Horneophyton lignieri, Rhynia gwynne-vaughanii, Trichopherophyton teuchansii en Ventarura lyonii waren echte vaatplanten, die vanuit een wortelstok vertakten in bladloze stammetjes. De nematofyten zijn een groep planten die mogelijk half in het water leefden, waar maar weinig over bekend is.
In de Rhynie Chert komen ook blauwalgen voor, die stromatolieten vormden. Ook komen groenwieren en kranswieren voor.
Onder de schimmels uit de Rhynie Chert bevinden zich de oudste goed bewaarde endotrofe Mycorrhyza. Winfrenatia reticulata is de oudst bekende soort korstmos. Paleopyrenomycites devonicus was een ascomyceet met perithecium-achtige sporocarpen. Deze schimmel leefde als parasiet op de plant Asteroxylon en werd op zijn beurt weer door andere schimmels geparasiteerd.
Er komen in de Rhynie Chert ook fossielen van dieren voor, met name van geleedpotigen. Lepidocaris was een kreeftachtige met elf paar platte poten en lange antennes, die in stilstaand water leefde. Gifkaakdragers van de groep trigonotarbiden (een soort spinnen) leefden op het land en zijn veel in de Rhynie Chert gevonden. Alle vijf aanwezige soorten behoorden tot de familie Pachygnathidae, die ook tegenwoordig nog vertegenwoordigers heeft. De in de Rhynie Chert gevonden springstaart Rhyniella behoorde tot de familie Isotomidae. Heterocrania rhyniensis is een lid van de uitgestorven groep Euthycacinoidea, die zowel overeenkomsten met insecten als met kreeftachtigen had. Ook zijn twee soorten duizendpoten gevonden: Crussolum en Leverhulmia mariae. Van de laatste was de darminhoud bewaard gebleven, zodat we weten dat ze zich voedden met plantenresten in sediment.